# Georges Braque
Georges Braque (født 13. maj 1882 i Argenteuil, Val-d'Oise, Frankrig, død 31. august 1963 i Paris, Frankrig) var en fransk maler og skulptør. Han og Pablo Picasso grundlagde kubismen.
Braque voksede op i Le Havre i en familie af bygningsmalere og blev selv uddannet maler. Fra ca. 1897 til 1899 fik han aftenundervisning på den lokale kunstskole. Han fik svendebrev som dekorationsmaler i Paris i 1901. Året efter besøgte han Académie Humbert, hvor han var til 1904.
Braques tidlige arbejder var impressionistiske, men hurtigt begyndte han at male i fauvistisk stil. I 1907 udstillede han værker i denne stil i Salon des Indépendants. Han malede bl.a. sammen med Henri Matisse, Raoul Dufy, Othon Friesz og Andre Derain. Han var desuden inspireret af Maurice Vlaminck.
Fra 1908 viste hans billeder en drejning mod geometri og simultanperspektiv. Han gik således imod renæssancens centralperspektivistiske billedkomposition og undersøgte nøje lysets betydning for perspektivet samt hvilke maleriske hjælpemidler, kunstneren havde til sin rådighed. Han syntes efterhånden at sætte spørgsmålstegn ved de fleste tidligere 'sandheder': han kunne fremstille en arkitektonisk struktur som en kubus, der blev skyggelagt, sådan at den virkede flad og tredimensionel samtidig. Samarbejdet med Pablo Picasso begyndte i 1909. Han havde søgt svar på de samme problemer og kaldte sin stil for analytisk kubisme. Den var præget af neutrale farver og komplekse former. I 1911 introducerede Braque fragmenter af ord og tal i sine kompositioner, og i 1912 anvendte han avis- og tapetstykker på lærredet og opfandt derved teknikken papier collé, der var forløberen for collagen.
Samarbejdet med Picasso blev afbrudt, da den franske hær blev mobiliseret i 1914 på grund af 1. verdenskrig. I 1917 blev han hårdt såret og vendte tilbage til Normandiet. Han malede mest alene. Hans stil blev efterhånden mere naturalistisk og farverig, ligesom han anvendte flere overfladeteksturer. Han begyndte at sætte menneskelige figurer ind i sine landskaber, og han malede mange stillebenbilleder. I 1948-1956 udarbejdede han en række atelierbilleder, som blev hans sidste højdepunkt. Han fortsatte med at male livet ud og efterlod sig malerier, grafiske arbejder og skulpturer. 
Flere af hans værker er udstillet på Statens Museum for Kunst.